# Hotchkiss et Cie
Hotchkiss et Cie (Société Anonyme des Anciens Etablissements Hotchkiss et Cie) — французская промышленная компания, основанная переехавшим во Францию североамериканским изобретателем и предпринимателем Бенджамином Гочкисом,  в Вивье, рядом с Родезом. 
С 1875 года производственные мощности компании  располагались в Сен-Дени. Компания первоначально получила известность как производитель артиллерийских орудий. В дальнейшем разрабатывала артиллерийское и стрелковое вооружение, танки и бронетранспортёры. Также была известна как крупный автопроизводитель. В 1954 году слилась с компанией Delahaye и стала именоваться Hotchkiss-Delahaye. В 1956 году после слияния с компанией Brandt возникла компания Hotchkiss-Brandt, которая  в 1966 году частично объединилась с компанией Thomson-Houston Electric Company. Торговая марка Hotchkiss была выведена из употребления в 1970 году.

## Артиллерия
Свою производственную деятельность компания «Гочкисс» начала с горной 42-мм пушки и с револьверных пушек, которые выпускались в калибрах 37, 40, 47 и 57 мм. При наличие 5 вращающихся стволов обеспечивалась скорострельность до 43 выстрелов в минуту. Орудия закупались вооружёнными силами многих стран. В дальнейшем были разработаны 37-мм 5-ствольная револьверная и 1-ствольная пушки (длина стволов 20 и 22,8 калибра соответственно) для противоминной обороны кораблей, а на их базе созданы 5- и 1-ствольные 47-мм орудия (25 и 43,5 калибра соответственно) и 1-ствольные 57-мм (40/50/58 калибра), состоявшие на вооружение различных военных флотов, в том числе и Российского и производившиеся в Российской империи по лицензии. Крупные заказы привели к росту производства и в начале XX века компания считалась преуспевающим предприятием, имевшим 400 сотрудников.
К 1932 году компания «Гочкисс» разработала 25-мм противотанковую пушку, которая была принята на вооружение французской армии в 1934 году. К началу Второй войны это удачное, в принципе, орудие устарело ввиду малой бронепробиваемости. На основе её боеприпасов была также в 1932 году создана зенитная автоматическая пушка Model 1934. Французские вооружённые силы первоначально отклонили эту модель. Однако Япония приобрела в 1935 году лицензию на производство этого орудия и на его базе была разработана 25-мм зенитная пушка Тип 96, ставшая основным средством ближней ПВО японского флота. Лишь в 1938 году французская армия и флот приняли на вооружение это орудие, но до начала военных действий развернуть его массовое производство не удалось. Тем не менее, конструкторы компании успели разработать ряд модификаций этой зенитной пушки под наименованиями M1939 и M1940.
Кроме того, компанией была разработана 37-мм автоматическая зенитная пушка M1935. Это орудие соответствовало лучшим мировым образцам своего времени и должно было заменить на флоте совершенно устаревший зенитный полуавтомат M1925/1933. Однако проволочки с развертыванием промышленного производства привели к тому, что орудие поступило на флот буквально в считанных экземплярах и не сыграло никакой роли во Второй мировой войне.

## Пулемёты
К производству пулемётов компания «Гочкисс» приступила в конце XIX века, когда изобретатель из Венгрии Адольф Одколек продал компании документацию на пулемёт собственной конструкции. После доработки проекта «Гочкисс» в  1897 году выпустил свой первый станковый пулемёт Mle 1897. Это оружие стало одним из первых пулемётов с воздушным охлаждением ствола, причём конструкторы «Гочкисса» впервые применили металлические ребра для лучшего охлаждения ствола. Пулемёт был закуплен Японией и применялся в русско-японской войне. В дальнейшем, пулемёт выпускался в различных модификациях —  Mle 1900, Mle 1908, Mle 1914, став основным станковым пулемётом французской армии в Первой мировой войне.
К 1908 году компания разработала на базе Mle 1900 ручной пулемёт. Особого интереса у военных он не вызвал, но с началом Первой мировой войны был срочно принят на вооружение как Hotchkiss Mle 1909. Не обладая особыми достоинствами, пулемёт был весьма прост по устройству. Это обстоятельство обеспечило ему широкую популярность в армиях воюющих держав. Помимо французской армии он был принят на вооружение в Великобритании как Mk I Hotchkiss и в США как Benet-Mercie M1909. Некоторое количество пулемётов было поставлено и в другие страны, в том числе в Россию. В послевоенный период компания создала на основе Mle 1909 модели Mle 1922/1925/1926, отличавшиеся калибром и широко поставляло их на экспорт. В самой Франции эти пулемёты закупались лишь незначительными партиями.
В конце 1920-х годов фирмой был создан крупнокалиберный пулемёт M1929, предназначенный для борьбы с бронетехникой и воздушными целями. Оружие разрабатывалось под специально спроектированный «Гочкиссом» патрон для этого пулемёта. M1929 был принят на вооружение во всех видах французских вооружённых сил, а также поставлялся на экспорт. Япония приобрела лицензию на выпуск этой модели и производила как Тип 93 для армии и флота. Тем не менее, пулемёт не имел большого международного успеха, заметно уступая по распространённости американскому M2.

## Бронетехника
Производством бронетехники компания «Гочкисс» занялась в начале 1930-х годов, когда она приняла участие в объявленном французской армией конкурсе на лёгкий танк для пехотных частей. Представленная в 1934 году машина была отвергнута в пользу танка Renault R35, но принята на вооружение частями французской кавалерии как Hotchkiss H35. В последующие годы были разработаны модификации H38 и H39, отличавшиеся более мощным двигателем, улучшенным бронированием и пушкой. Всего в 1935—1940 годах изготовили около 1000 танков этого типа. К моменту начала Французской кампании 1940 года, во французских войсках имелся 821 танк типа H35/38/39. После поражения Франции до 600 этих танков были использованы Вермахтом. При этом часть танков была переоборудована под другие задачи, в том числе, как самоходные артиллерийский установки. 10 танков H39 были закуплены Израилем и применялись в ходе Арабо-израильской войны 1947—1949 годов.
В послевоенный период компания «Гочкисс» занималась производством бронетранспортёров. В 1950—1951 годах по заказу французской армии был разработан лёгкий гусеничный бронетранспортёр для перевозки шести пехотинцев. После испытаний в 1952 году на его базе были созданы две модификации, принятые на вооружение французских сухопутных войск — пехотный бронетранспортёр TT6-52 и бронетранспортёр для перевозки грузов CC2-52. Кроме того, этот бронетранспортёр был принят на вооружение Бундесвера и использовался там как в оригинальном виде, так и в специально разработанных для ФРГ модификациях. Они включали разведывательные, эвакуационные и противотанковые машины,  а также самоходные миномёты. Помимо того, на основе CC2-52 был разработан лёгкий истребитель танков ELC AMX, впоследствии получивший своё собственное шасси.

## Автомобили
Приход компании «Гочкисс» в автомобильную отрасль был вызван стремлением руководства фирмы диверсифицировать производство и избавиться от чрезмерной зависимости от военных заказов. Начиная с 1900 года компания приступает к выпуску комплектующих для других производителей автомобилей. Первый автомобиль производства «Гочкисса» был выпущен в 1903 году под маркой Hotchkiss 17CV и несмотря на то, что имел прототип в виде машины Mercedes Simplex, имел и оригинальные решения, в частности, трансмиссию собственной разработки, не имевшую аналогов. После пожара, происшедшего на заводе компании в 1904 году, производство автомобилей продолжилось уже в 1906 году. Во время Первой мировой войны компания полностью сосредоточилась на производстве артиллерийско-стрелкового вооружения.
К производству автомобилей вернулись лишь в 1926 году. При этом руководство предприятия решило выпускать престижные автомобили. Выпуск начался с модели AM4, отличавшейся роскошным кузовом. Её в 1929 году сменила AM73, а чуть позже AM80. В 1933 году «Гочкисс» прекратил выпуск машин серии AM и унифицировал свою производственную линейку в два семейства — 400 и 600. Первые оснащались 4-цилиндровыми двигателями, вторые — 6-цилиндровыми. Прочие отличия были малозначительны. Производство автомобилей «Гочкисс» никогда не было значительным по объёму. Так в 1939 году было собрано 2751 автомобилей. Кроме того, «Гочкисс» участвовал в производстве военных автомобилей, поставляя комплектующие и двигатели компании Laffly.
После окончания Второй мировой войны руководство компании решило возобновить автомобильное производство. Выпуск начался с довоенного легкового автомобиля Hotchkiss 686, его производство велось с 1946 по 1950 годы. Только в 1948 году фирма представила новую разработку — Hotchkiss-Artois. В 1950 году компания приступила к выпуску двух новых моделей — Hotchkiss-Gregroire и Hotchkiss-Anjou.  Оба автомобиля относились к престижному сегменту и отличались значительным техническим совершенством. Однако спрос оказался очень низким. За 1950—1954 годы было выпущено всего 250 Hotchkiss-Gregroire и 3687 Hotchkiss-Anjou. Вследствие такой ситуации производство легковых автомобилей марки «Гочкисс» в 1954 году было прекращено.
В дальнейшем основой производственной линейки «Гочкисс» стали армейские внедорожные автомобили M201, являвшиеся лицензионной версией американского джипа Willys M38. Производство было развернуто в 1953 году, с 1955 года начались поставки французской армии. Всего в 1955—1966 годах французские вооружённые силы закупили у «Гочкисса» 27 604 автомобиля M201. Кроме того, «Гочкисс» выпускал по лицензии американские джипы M606, именовавшиеся JN-101. В 1962 году в производство пошёл его усовершенствованный вариант JN-102 с новыми двигателями. Производство внедорожников серии JN велось до 1970 года.
С конца 1960-х годов компания «Гочкисс» принимала участие в международном проекте «Евро-джип», причем именно французская компания была головным разработчиком машины. Кроме того, в работах участвовали немецкая компания «Бюссинг» и итальянская «Лянча». Итогом работ стало появление армейской плавающей машины, прототипы которой вышли на испытания в 1971 году. Однако к этому моменту компания «Гочкисс» уже прекратила своё существование.